# 변형력-변형 곡선

변형력-변형 곡선(stress-strain curve, 응력-변형 곡선, 응력-변형률 곡선, 응력-변형도 선도)은 재료의 시편에 가한 하중과 변형(strain)을 측정하여 얻은 그래프이다. 재료마다 다른 응력-변형도 곡선을 보인다. 공학에서는 재료 시편의 초기 칫수로 계산한 “공칭응력”(σ)과 “공칭변형도”(ε)를 사용하며, 시험 중 매 순간마다 시편의 치수를 사용해 계산된 진응력-변형도 선도는 다르게 나.

## 연성(ductile) 재료

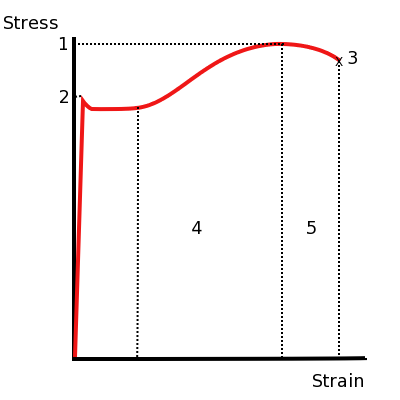
그림 1. 구조용 강(steel)의 응력-변형도 선도의 예
1. 극한 강도
2. 항복 강도
3. 파괴
4. 변형 경화 구간
5. 네킹 구간.

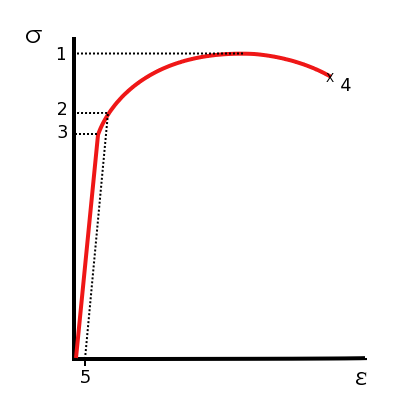
그림 2. 알루미늄의 응력-변형도 선도의 예
1. 극한 강도
2. 항복 강도
3. 비례 한도 응력
4. 파괴
5. 오프셋 변형도 (보통 0.2%).

일반적으로 구조용 강은 명확한 항복점까지 선형적인 응력-변형도 관계를 보인다 (그림 1). 이 선형 구간을 탄성 구간이라고 하며, 그 기울기를 탄성 계수(modulus of elasticity, E) 또는 영의 계수(Young's modulus)로 일컫는다. 탄성 구간에서는 하중을 제거하면 공시체가 원래 상태로 복원된다. 탄성 구간을 지나면 응력의 증가 없이 소성 변형만 일어나는 구간이 있는데, 이 부분을 항복 구간이라고 한다. 탄성 구간을 지나면 하중을 제거하더라도 공시체가 원래 상태로 완전하게 복원되지 않고 변형이 남게 된다. 그림에서 2점을 상항복점, 그보다 작은 수평 구간의 항복 응력에 해당하는 지점을 하항복점이라고 한다. 변형이 계속되면 변형 경화로 인해 응력은 극한 강도에 이를 때까지 비선형적으로 커지게 된다. 극한 강도에 이를 때까지 재료의 단면의 넓이는 푸아송 비에 따라 균일하게 감소하지만, 극한 강도를 넘으면서 특정한 구간의 단면의 넓이가 더 급격하게 감소하는 "네킹" 현상이 발생하며, 이에 따라서 진응력은 재료가 파괴될 때까지 증가하게 된다. 그러나 공칭 응력-변형도 선도에서 이는 응력의 감소로 나타난다. 재료는 결국 불안정한 넥(neck)으로 인해 파괴에 이르게 된다.
강을 제외한 대부분의 연성 금속은 명확한 항복점을 갖지 않는다(그림 2). 이런 재료에서 항복 강도는 보통 "오프셋 방법"을 통해 정할 수 있는데, 이는 선형 구간과 같은 기울기를 갖는 직선을 가로좌표의 어느 특정한 점(종종 0.2%)을 지나게 할 때 생기는 응력-변형도 선도와의 교점으로 항복 강도를 정하는 방법이다.

## 취성(brittle) 재료

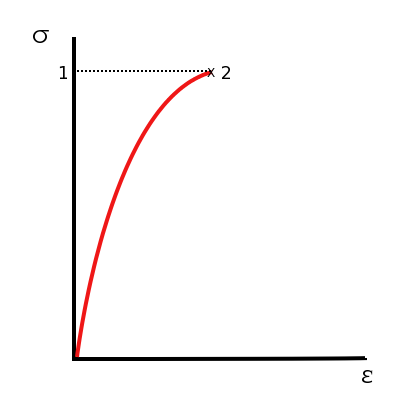
그림 3. 취성 재료의 응력-변형도 선도의 예
1. 극한 강도
2. 파괴.

콘크리트나 세라믹 등의 취성 재료는 항복점을 갖지 않는다. 이런 재료에 있어서는 파괴 강도와 극한 강도가 같게 나타난다(그림 3).

## 특징
응력-변형도 선도의 밑면적은 재료의 인성(toughness)를 나타낸다. 인성은 파괴 이전에 재료가 에너지를 얼마나 저장할 수 있느냐에 대한 척도이다. 선도의 탄성영역의 삼각형의 면적은 재료의 탄성에너지(resilience)를 나타낸다. 재료의 항복비(yield ratio)는 인장강도에 대한 항복강도의 비, 즉 {\displaystyle {\frac {\text{항 복  강 도}}{\text{인 장  강 도}}}}이다.

## 같이 보기
- 재료역학
- 철근 콘크리트
- 항복 변형력(yield stress)
- 층밀림 변형력(shear stress)
- 변형 (공학) (deformation)
- 변형 (역학) (strain)

## 참고 문헌
- 전찬기, 이종헌, 정환호, 김운학, 김경진 (2015). 《토목기사 과년도 시리즈 응용역학》. 성안당. 123-124쪽. ISBN 978-89-315-6807-3.
- James M. Gere, Barry J. Goodno (2014). 《SI 재료역학》 8판. 센게이지 러닝 코리아. ISBN 978-89-6218-353-5.
- 한국강구조학회 (2017). 《강구조설계》. 구미서관. ISBN 978-89-8225-135-1.
- 한국강구조학회 (2019). 〈강재〉. 《강구조공학》. 구미서관.